# Parimarjan Negi
Parimarjan Negi (Nuova Delhi, 9 febbraio 1993) è uno scacchista indiano, Grande maestro.
Il 1º luglio 2006 diventò il secondo più giovane grande maestro della storia degli scacchi (dopo l'ucraino Sergei Karjakin), all'età di 13 anni, 3 mesi e 22 giorni. Sostituì al secondo posto il norvegese Magnus Carlsen per uno scarto di cinque giorni.
In giugno 2008 ha vinto l'International Open di Filadelfia con 7 su 9, imbattuto.
Ha raggiunto il rating FIDE più alto in novembre 2013, con 2671 punti Elo, 78º al mondo e 3º indiano.

## Alcune partite notevoli
- Parimarjan Negi - Mark Hebden, torneo di Hastings 2005  –  Spagnola C91
- Parimarjan Negi - Kateryna Lahno, match 2006  – Spagnola C78
- Parimarjan Negi - Bogdan Lalić, torneo di Hastings 2006  – Siciliana Richter-Rauzer B61
- Hou Yifan - Parimarjan Negi, Corus C 2007  – Viennese C28
- Parimarjan Negi - Alexander Shabalov, World Open di Filadelfia 2008  –   Difesa francese C11